# Targon

Targon este o comună în departamentul Gironde din sud-vestul Franței. În 2009 avea o populație de 1.866 de locuitori.

## Evoluția populației
| An        | 1975  | 1982  | 1990  | 1999  | 2006  | 2009  |
| --------- | ----- | ----- | ----- | ----- | ----- | ----- |
| Populație | 1.195 | 1.435 | 1.609 | 1.685 | 1.862 | 1.866 |